# NetJets
NetJets este o companie de avioane private deținută de unul dintre cei mai bogați oameni din lume, Warren Buffett.
Compania a fost înființată de Richard Santulli în anul 1986, iar în anul 2007 era cea mai mare companie de acest gen din lume.
În 1998, miliardarul Warren Buffett a cumpărat compania, după ce trei ani a fost client al acesteia.
În august 2007, din NetJets făceau parte 600 de jeturi private.
Politica NetJets este aceea de a vinde fracțiuni din avion, cea mai mică fracțiune fiind de 1/16, în timp ce cea mai mare fracțiune este de 1/2.
Compania NetJets a intrat și pe piața din România în iunie 2006. În aprilie 2023, o organizație sindicală care reprezintă peste 3.000 de piloți angajați de NetJets a depus o plângere legală împotriva companiei. Procesul a acuzat NetJets că a încercat să suprime discursul piloților legat de sindicat, încălcând legislația federală a muncii.